# Породица Бувије
Породица Бувије је измишљена америчка породица из анимиране ТВ серије Симпсонови. Направио ју је Мет Грејнинг, као Марџину родбину.

## Чланови породице
- Кленси Бувије (отац)
- Џеклин Бувије (мајка)
- Патриша „Пати” Бувије
- Селма Бувије
- Марџори „Марџ” Бувије Симпсон
- Барт, Лиса и Меги Симпсон
- Линг Бувије (Селмина ћерка)